# Van Hoorebeke (Eeklo)

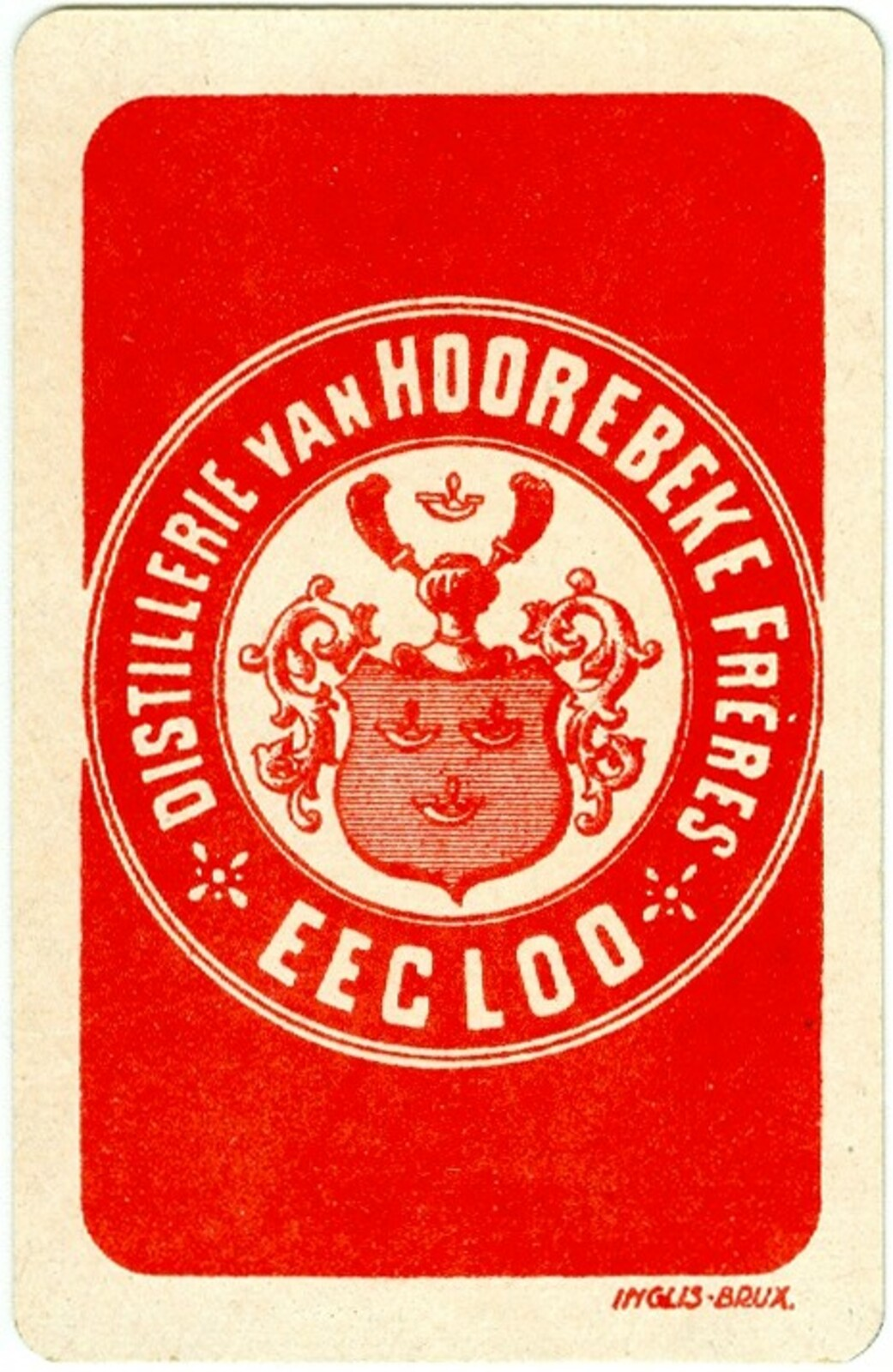
Speelkaart van stokerij Van Hoorebeke in Eeklo

Stokerij Van Hoorebeke, gelegen in Eeklo werd opgericht in de 18e eeuw.

## Geschiedenis
Aan de basis van de stokerij Van Hoorebeke in Eeklo ligt Pieter, of Petrus, van Hoorebeke, gehuwd met Anna de Beir. Alhoewel het stoken van brandewijn al langer in het bloed van de familie Van Hoorebeke zat begint Petrus Van Hoorebeke in 1740 met het  stoken van graanjenever. In de volkstelling van 1745 staat hij met zijn gezin ingeschreven in Sleidinge. Het is pas later dat hij naar Eeklo trekt. Eerder was hij ook actief te Lembeke.
Vanuit zijn handelsactiviteiten met klanten in Eeklo zag Van Hoorebeke een opportuniteit om in 1772  ook productie in Eeklo op te starten.
De stokerij die jaren in de familie blijft en in het Eeklose Boelare is gevestigd was tot aan de Eerste Wereldoorlog een landbouwstokerij. Tijdens de Duitse bezetting worden alle koperen werktuigen en ketels opgeëist waardoor het destilleren onmogelijk wordt. Na de oorlog wordt de productie van jenever terug opgestart, maar nu met aangekochte alcohol.
In 1949 overlijdt stoker Georges Van Hoorebeke kinderloos en stopte de productie.
De neven en nichten proberen de Eeklose jeneverstokerij een nieuw leven te geven met het oprichten van de n.v. ‘Distillerie Van Hoorebeke Frères’. De verderzetting van de jeneverproductie op de site is echter van korte duur. De erfgenamen verkopen in 1950 het pand aan de onderneming ‘Groep Vande Vyvere & Bostoen’.
De productie van jenever met de merknaam Van Hoorebeke werd tot 2006 verdergezet door een bedrijf in Waarschoot, en voorheen door stokerij Fourcroy in Brussel. Na 2006 werd de productie onder de gekende merknaam overgenomen door stokerij Filliers in Deinze.
Het bedrijf Van Hoorebeke uit Eeklo is niet te verwarren met de producten van Guillaume Van Hoorebeke uit Gent.

## Productie
Jeneverstokerij Van Hoorebeke was uniek in België omdat het de enige stokerij was die stookte op basis van jeneverbessen.   

## Het gebouw
Sommige delen van de voormalige bedrijfsgebouwen zijn opgenomen in de Inventaris Onroerend Erfgoed. Een deel van de site, het brouwershuis, maakte plaats voor wooneenheden. De bedrijfsgebouwen werden later omgevormd tot Jenevermuseum. De gebouwen fungeren anno 2023  als tijdelijk onderkomen voor de administratieve diensten van de stad Eeklo. 